# Livingston Open 1986
Il Livingston Open 1986 è stato un torneo di tennis giocato sul cemento. È stata la 3ª edizione del torneo, che fa parte del Nabisco Grand Prix 1986. Si è giocato a Livingston negli Stati Uniti dal 21 al 28 luglio 1986.

## Campioni

### Singolare
Brad Gilbert ha battuto in finale  Mike Leach con il punteggio di 6–2, 6–2

### Doppio
Bob Green /  Wally Masur hanno battuto in finale Sammy Giammalva Jr. /  Greg Holmes con il punteggio di 5–7, 6–4, 6–4